# 修儀
修儀是中國、越南帝王妃嬪称号。始於中國三國時代，魏明帝开始设置修儀之号，爵比关内侯。

## 中國
曹魏始設，晋朝、南朝、隋朝、唐朝时位列九嫔，视为九卿。隋炀帝时，为正二品，列九嫔。唐朝后宫二品是九嫔包括昭仪、昭容、昭华、修仪、修容、修華、充仪、充容、充華。宋朝、金朝也有修儀。

## 越南
黎初朝（後黎朝初期）時黎聖宗開始設置，位列九嬪，為「三修」之一，後黎朝九嬪分為三昭（昭儀、昭容、昭媛）、三修（修儀、修容、修媛）、三充（充儀、充容、充媛）。阮朝時亦有修儀，為三修之一，地位僅次於三妃（貴妃、明妃、敬妃），高於九嬪。

## 中國修儀列表
- 晋文帝修儀徐琰
- 晋武帝修儀左棻
- 晋武帝修儀左嫔
- 宋武帝修仪符氏，生广德公主
- 宋文帝修仪高氏，生庐陵王刘绍
- 宋明帝修仪谢氏，生刘法良
- 齐高帝修仪陆氏，生鄱阳王萧锵、晋熙王萧𨱇
- 唐德宗修仪赵氏
- 唐顺宗修仪牛氏
- 唐武宗修仪董氏
- 宋真宗修仪刘氏，即章献皇后
- 宋仁宗修仪杨宗妙
- 金朝完颜亮修仪高氏